# Mohican (langue)
Cet article concerne la langue mohican. Pour le peuple mohican, voir Mohicans.
Pour les articles homonymes, voir Mohican.
Le mohican (mahican) est une langue morte, appartenant à la branche orientale des langues algonquiennes.
Originellement, les Mohicans, ceux qui parlaient cette langue, vivaient le long de l'Hudson dans l'État de New York, jusqu'au Lac Champlain, à l'est des Montagnes Vertes dans le Vermont, et à l'est jusqu'à la Schoharie Creek (en) dans l'État de New York. Les conflits les opposant aux Mohawks et l'arrivée des Européens qui empiétèrent sur leur territoire les forcèrent à se déplacer. Après une série de déménagements, la majorité des Mohicans s'installa enfin au Wisconsin durant les années 1820 et 1830, alors que d'autres s'installèrent dans plusieurs communautés du Canada où ils perdirent leur identité mohicane.
Deux dialectes mohicans distincts ont été identifiés, le moravien et le Stockbridge. Ces deux dialectes sont apparus après 1740 après les regroupements résultant de la dislocation des Mohicans et d'autres groupes.
La dernière personne parlant le mohican est morte dans les années 1930.

## Deux dialectes mohicans d'après 1740

### Stockbridge
Le dialecte de Stockbridge est apparu à Stockbridge (Massachusetts), et incluait les Mahicans de New York, et des membres d'autres groupes linguistiques tels que les Wappinger (un groupe Munsee local), Housatonic, Wyachtonok, et d'autres. Après des migrations successives, le groupe Stockbridge s'installa au Wisconsin, où ils combinèrent leur langage aux migrants munsee du Delaware, et qui sont maintenant connus comme les Stockbridge-Munsee Community (en).

### moravien
Le dialecte moravien naquit de l'agrégation de populations basées à Bethlehem (Pennsylvanie). Certains groupes mohicans qui avaient été affiliés au début des années 1740 aux Frères moraves à New York et dans le Connecticut se déplacèrent en 1746 à Bethlehem. Un autre groupe, lui aussi affilié aux Moraves, partit au Wyoming, en Pennsylvanie, et à la suite d'un massacre perpétré par des colons, certains membres de ces groupes fuirent vers le Canada avec les Munsee convertis, s'installant définitivement dans ce qui est aujourd'hui connu sous le nom de Moraviantown (en), où ils furent complètement absorbés par la population Lenapes qui était dominante. Un autre groupe partit pour Ohsweken aux Six Nations (Ontario), où ils s'unirent à d'autres groupes.

## Prononciation
Dans cette partie se trouve la prononciation telle qu'elle a été donnée par Schmick. Toutefois ce dernier était d'origine allemande, de sorte que la prononciation des lettres peut paraître surprenante pour un francophone.

### Les consonnes
| Caractère utilisé par Schmick | API     | Comment le prononcer : |
| ----------------------------- | ------- | --- |
| b, p                          | [p]     | Comme un “p” doux. Le même son est aussi écrit “p” dans des textes.                                                                                |
| ch, x                         | [x]     | Comme “ch” en allemand : “ach”. |
| ck, k, g                      | [k]     | Comme le “k” doux dans “skate”. |
| d, t                          | [t]     | Comme le “t” dans “stay”. |
| h                             | [h]     | Comme le “h” dans l’anglais “hay”. |
| j, y                          | [j]     | Comme le “y” dans le nom “Yalta”. |
| kw, kq, qu                    | [kw~kw] | Habituellement, il se prononce “qu” comme l’anglais “queen”, mais à la fin d’un mot, il se prononce plus comme un “k” avec un souffle d'air après. |
| m                             | [m]     | Comme le “m” dans le mot “montre”. |
| n                             | [n]     | Comme le “n” dans le mot “nuit”. |
| s                             | [s]     | Comme le “s” de “soleil”. |
| sch, š, sh                    | [ʃ]     | Comme le “ch” dans “chien”. |
| tsch, č, ch                   | [t͡ʃ]    | Comme le “tch” dans “tchin”. |
| w                             | [w]     | Comme le “ou” dans “ouais” |
| x, ks                         | [ks]    | Comme le “x” dans “axe”. |
| z, ts, c                      | [ts]    | Comme le “ts” de “tsunami”. |

#### Les voyelles
| Caractère utilisé par Schmick | API        | Comment le prononcer: |
| ----------------------------- | ---------- | --- |
| a, ã                          | [a ~ ã]    | Comme le “a” de “farine”. Il y a aussi un “a” nasalisé en mohican qui se prononce avec un léger sont "n", comme le mot “an” en français, mais Schmick ne les distingue habituellement pas dans son vocabulaire. |
| aa, ah, ā, a:                 | [a:]       | Comme le “a” de “farine”, tenu un peu plus longtemps. |
| ai, ay, ei                    | [aj]       | Comme l’onomatopée “aïe”. Schmick écrit aussi ce son “ei”. |
| au, aw, ow                    | [aw]       | Comme le “ow” dans le mot anglais “cow”. |
| e, i                          | [e~ε~ә]    | Comme le “a” de “gate”, le “e” de “get”, en anglais. |
| e, ee, eh, ii, ī, i:          | [i:]       | Comme le “i” de “police”. |
| ei                            | [aj], [ej] | Schmick utilise “ei” pour un son similaire à l’onomatopée “aïe”. Et parfois pour le “ei” dans le mot anglais “weigh”.                                                                                           |
| eu, iw, ew                    | [i:w]      | Comme un enfants disant “ouh!”. |
| o, oo, oh, ō, o:              | [o:]       | Comme le “o” dans “go”. |
| o, u, ew                      | [ew]       | Un peu comme le "AO" de "AOL" dit en anglais et de façon rapide. |

## Grammaire

### Possession
Le préfixe mohican n- signifie « mon, ma ». Le préfixe possessif peut être utilisé avec presque tous les mots mohicans. Les préfixes possessifs sont n-, k-, et o- devant la plupart des mots commençant avec une consonne, et nt-, kt-, ou ot- devant la plupart des mots commençant par une voyelle.
| Radical              | "Mon, ma"               | "Ton, ta"               | "Son, sa"               |
| -------------------- | ----------------------- | ----------------------- | ----------------------- |
| maksen (un sac)      | nmaksen (mon sac)       | kmaksen (ton sac)       | omaksen (son sac)       |
| achegan (un couteau) | ntachegan (mon couteau) | ktachegan (ton couteau) | otachegan (son couteau) |

Toutefois certains mots ne supportent pas l'absence de pronoms possessifs, ainsi dire *keck, "une mère," ou *enes, "une tête" n’est pas grammaticalement correct. Pour ces mots, les pronoms possessifs sont quelque peu différents. Les préfixes sont habituellement n-, k-, et o- devant un nom commençant par un consonne, et n-, k-, et w- devant un nom commençant par une voyelle.
| Radical (ne pas utiliser ainsi) | "Mon, ma"        | "Ton, ta"        | "Son, sa"        |
| ------------------------------- | ---------------- | ---------------- | ---------------- |
| *ooch                           | nooch (mon père) | kooch (ton père) | oocha (son père) |
| *enes                           | nenes (ma tête)  | kenes (ta tête)  | wenes (sa tête)  |
| *keck                           | nkeck (ma sœur)  | keck (ta sœur)   | okecka (sa sœur) |
| *nachk                          | nachk (ma main)  | knachk (ta main) | onachk (sa main) |

Il faut remarquer:
- Quand on utilise la troisième personne (“son, sa”) avec les mots animés, il n’y a pas seulement un préfixe (w- ou o-) mais aussi un suffixe (-a) à la fin du mot. Ce n'est pas le cas pour les mots désignant des choses inanimées.
- Tous les mots mohicans ne suivent pas cette forme. Par exemple, le w n’est pas prononcé devant le oo dans "oocha". Mais une telle erreur n'empêcherait pas la compréhension par un Mohican natif.

## Vocabulaire mohican
Ces mots ont été traduits par Carl Masthay.
| Mohican                           | Français                                     |
| --------------------------------- | -------------------------------------------- |
| ăchtóhu                           | élan                                         |
| ahwaandowaakan                    | amour                                        |
| ahkee                             | terre                                        |
| amwáaw                            | abeille                                      |
| ămisk                             | castor                                       |
| anaaksak                          | étoiles                                      |
| seegoolee                         | bonjour, salut                               |
| kameetsee                         | tu manges                                    |
| keeshoch                          | soleil                                       |
| kameekha                          | entrer, être chez soi                        |
| ksheettaaw                        | chaud                                        |
| kashahchen                        | vent                                         |
| m'sauneeh                         | neige                                        |
| màchq                             | ours                                         |
| nohoom                            | grand-mère                                   |
| măhooksis                         | chouette                                     |
| cheetsis                          | oiseau                                       |
| mattape                           | vas t'assoir                                 |
| mbee                              | eau                                          |
| meenahk                           | boire                                        |
| mkhook-que-thoth                  | hibou                                        |
| mnohti                            | sac de paix                                  |
| muh-he-con-nuk                    | les grandes eaux (mer)                       |
| nisk                              | main                                         |
| náhneeyóokes                      | cheval                                       |
| namaas                            | poisson rouge                                |
| namaas                            | poisson                                      |
| ndeeyo                            | chien                                        |
| nemanau                           | homme                                        |
| nemoghhome                        | mon grand-père                               |
| Nia ktahwaahnen                   | je t'aime                                    |
| namees                            | ma grande sœur                               |
| nomasis                           | mon petit grand-père                         |
| onaquega                          | soir                                         |
| Onayo Uske-kateek!                | Bonne année!                                 |
| Sooknan                           | il est en train de pleuvoir                  |
| pahkenum                          | sombre                                       |
| Pahtamawas                        | Dieu                                         |
| Koonamansee?                      | Comment vas-tu ?                             |
| siipo                             | rivière                                      |
| kunaatun                          | il est congelé                               |
| squau-so-won                      | ceintures de wampum                          |
| staaw                             | feu                                          |
| mdah                              | mon cœur                                     |
| tahaso                            | il fait froid                                |
| tpohko                            | il fait nuit                                 |
| un-nuh-kau-kun                    | messager, courrier                           |
| wachtshu                          | colline                                      |
| mitok                             | arbre                                        |
| Waunseet Mannitoow                | Le Grand Esprit                              |
| weekwahm                          | wigwam, maison                               |
| Weenaano                          | langue (l'organe)                            |
| wnahktukook (ou Wanachquaticock,) | la terre qui se trouve au bout de la rivière |
| Wneeweh                           | Je vous remercie                             |
| woh-weet-quau-pee-chee            | conseillers                                  |
| wunneehk                          | c’est bon                                    |

## Système de numération
Le système de numération mohican est un système quinaire.